# Yann Bonato
Yann Bonato (ur. 14 marca 1972 w Cannes) – francuski koszykarz występujący na pozycji niskiego skrzydłowego i olimpijczyk.

## Osiągnięcia
Na podstawie, o ile nie zaznaczono inaczej.
Reprezentacja
- Wicemistrz:
  - olimpijski (2000)
  - świata U–22 (1993)
- Brązowy medalista:
  - igrzysk śródziemnomorskich (1993)
  - mistrzostw Europy U–22 (1992)
- Uczestnik :
  - mistrzostw Europy:
    - 1993 – 7. miejsce, 1995 – 8. miejsce, 1997 – 10. miejsce)
    - U–18 (1990 – 7. miejsce)
    - U–16 (1989 – 8. miejsce)

  - kwalifikacji do Eurobasketu (1995, 1997)

Klubowe
- Mistrz Francji w (1992, 2000, 2002)
- Wicemistrz Francji (2001, 2003)
- Zdobywca pucharu:
  - Koracia (2000)
  - Francji (2000, 2001, 2003)

Indywidualne
- Zawodnik roku ligi francuskiej (1995, 1997)
- Wschodząca gwiazda ligi francuskiej (1993)
- Uczestnik meczu gwiazd:
  - Euro All-Star Game (1996)
  - ligi:
    - francuskiej (1994, 1995, 1996, 2000)
    - ligi włoskiej (1999)
- Lider ligi włoskiej w skuteczności rzutów za 2 punkty (1999 – 66,8%)